# Stazione di Kitakami

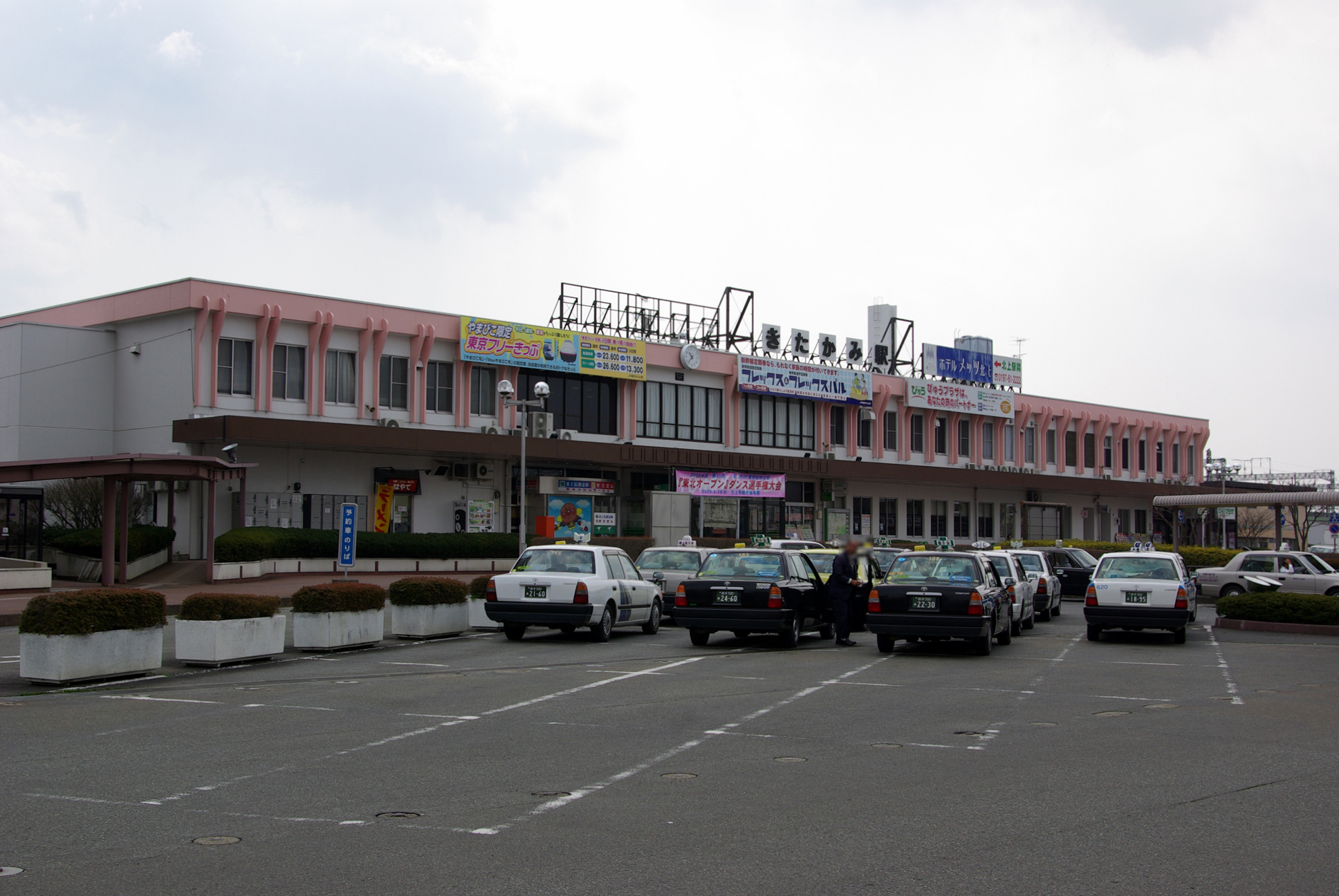
Vista del lato ovest (linee regionali) della stazione

La Stazione di Kitakami (北上駅?, Kitakami-eki) è una stazione ferroviaria della città di Kitakami, nella prefettura di Iwate della regione del Tōhoku utilizzata dai servizi Shinkansen e dalle linee tradizionali.

## Linee
East Japan Railway Company
 Tōhoku Shinkansen
■ Linea principale Tōhoku
■ Linea Kitakami

## Struttura
La stazione di Kitakami è costituita da due parti, una in superficie per le linee regionali, e una su viadotto per l'alta velocità Shinkansen. La prima dispone di due marciapiedi a isola con quattro binari totali, uniti da un sovrappassaggio. La stazione per l'alta velocità, su viadotto, dispone di un marciapiede a isola e uno laterale con tre binari passanti (e i due binari di corretto tracciato per i treni che non fermano, al centro). La stazione dispone di biglietteria (dalle 5:50 alle 23:00), tornelli di accesso automatici con supporto a bigliettazione Suica, kombini, distributori di bevande, sala fumatori e bagni pubblici gratuiti.
Linee regionali
| 0 | ■ Linea Kitakami          | per Hottoyuda e Yokote    |
| 0 | ■ Linea principale Tōhoku | per Hanamaki e Morioka    |
| 1 | ■ Linea Kitakami          | per Hottoyuda e Yokote    |
| 1 | ■ Linea principale Tōhoku | per Hanamaki e Morioka    |
| 1 | ■ Linea principale Tōhoku | per Mizusawa e Ichinoseki |
| 2 | ■ Linea principale Tōhoku | per Hanamaki e Morioka    |
| 3 | ■ Linea principale Tōhoku | per Mizusawa e Ichinoseki |

Linee Shinkansen
| 11 | Tōhoku Shinkansen | binario di servizio                   |
| 12 | Tōhoku Shinkansen | per Morioka Shin-Aomori e Akita       |
| 13 | Tōhoku Shinkansen | per Sendai, Utsunomiya, Ōmiya e Tokyo |

## Stazioni adiacenti
| «                       | Servizio                | »                       |
| Linea principale Tōhoku | Linea principale Tōhoku | Linea principale Tōhoku |
| ----------------------- | ----------------------- | ----------------------- |
| Rokuhara                | Locale                  | Murasakino              |
| Mizusawa                | Rapido Aterui           | Hanamaki                |
| Linea Kitakami          |                         |                         |
| Capolinea               | Locale                  | Yanagihara              |
| Tōhoku Shinkansen       |                         |                         |
| Mizusawa-Esashi         | -                       | Shin-Hanamaki           |